# Монморанси (Валь-д’Уаз)
Монморанси́ (фр. Montmorency) — муниципалитет во Франции, в регионе Иль-де-Франс, департамент Валь-д'Уаз. Население — 20 576 человек (2006). Муниципалитет расположен на расстоянии около 16 км севернее Парижа, 21 км восточнее Сержи, на берегу Ангенского озера.
Известен с 993 г. под латинским названием Mons Maurentiacus. В Средние века — родовое гнездо баронов Монморанси, особо приближенных к королям Франции. После разрушения замка Монморанси англичанами (в ходе Столетней войны) его владельцы перенесли свою резиденцию в близлежащий замок Экуан. С 1689 по 1832 гг. Монморанси в официальных документах именовался Анген (в честь одноимённого бельгийского города), однако это название не прижилось.
На кладбище в Монморанси похоронены многие именитые польские эмигранты. В ознаменование давнего польского присутствия жителями Монморанси установлены побратимские отношения с Пултуском.
В числе достопримечательностей — коллегиальная церковь Сен-Мартен-де-Монморанси.

## Демография
Динамика населения (INSEE):